# Stenopelmatus
Stenopelmatus és un gènere d'ortòpters de la família Stenopelmatidae. És de color marró amb bandes taronges, cap vermell i potes vermelloses o ataronjades. Els adults mesuren de 3 a 5 cm de llarg. Les seves potes posteriors són llargues. Les seves potes no estan adaptades per donar salts com els grills. És oriünd de l'oest dels Estats Units i parts de Mèxic.